# 白杨路
白杨路是中國上海市浦东新区的一条街道，南北走向，得名于白杨。北起花木路，南至高科西路。全长2.5公里，其南端与莲溪路相接。白杨路与轨交2号线相交，并与内环线（龙阳路）相交。

## 周边建筑物
- 龙阳路站（上海磁浮示范运营线、上海轨道交通2号线、上海轨道交通7号线、上海轨道交通16号线、上海轨道交通18号线）

## 交会道路（北向南）
- 花木路
- 梅花路
- 樱花路
- 兰花路
- 杜鹃路
- 龙阳路
- 龙汇路

王寂浜桥
- 芳华路
- 芳草路
- 芳芯路
- 高科西路